# Sòlid rígid
Un sòlid rígid és, en mecànica, un cos format per un conjunt de punts que sempre estan a la mateixa distància entre ells.
Un sòlid rígid en teoria pot tenir qualsevol dimensió, però a la pràctica el que és més interessant és estudiar els de tres dimensions i els de dues, que en realitat serien simplificacions d'objectes reals (per tant, de tres). Per definició, tots els punts que pertanyen a un sòlid rígid pertanyen a una mateixa referència, que s'anomena referència solidària. Un d'aquests punts és, a més, origen de coordenades d'aquesta referència, que en principi és mòbil. Es pot considerar que els altres punts es mouen respecte a l'origen, en aquesta referència amb velocitat d'arrossegament. Aquests punts no tenen per què tocar-se tots entre ells, poden ser, per exemple, els eixos d'una roda de bicicleta o dos cotxes que es desplacen a la mateixa velocitat en una carretera. Tampoc són necessàriament un objecte sencer, per exemple, en una bicicleta, el xassís serà sempre un sòlid rígid diferent de cadascuna de les rodes i de la cadena que les uneix, ja que cada una d'aquestes parts té moviments diferents (per exemple, el xassís no roda).
Si les distàncies fossin variables, voldria dir que el cos canvia de forma, seria com de plastilina, un fluid o es trencaria. L'estudi del sòlid rígid pren interès quan l'orientació del cos és rellevant, ja que sinó és més fàcil suposar que és un punt. L'estudi del sòlid rígid es fa a través de diversos punts individuals del cos, ja que segons on se situï cadascun d'ells ens pot donar una informació o una altra. per exemple, dos punts de cossos o superfícies diferents tenen sempre la mateixa velocitat, això vol dir que, per exemple, el punt mitjà d'una roda que toca a terra té velocitat -com el terra- nul·la.

## Sòlid-rígid (tecnologia)
Per mantenir un objecte en equilibri quan està en tensió, necesita que el sumatori de totes les forces que son aplicades sobre l'objecte sigui 0. Al igual que el sumatori de moment ha de ser 0.
{\textstyle \sum _{}^{}F=0} {\textstyle \sum _{}^{}M=0}